# تفاعل أوجي
تفاعل أوجي هو تفاعل متعدد المكونات في الكيمياء العضوية حيث تجتمع فيه كيتون أو ألدهيد، أمين، إيزوسيانيد وحمض كربوكسيلي لتشكيل أميد مكرر.
التفاعل تم تسميته نسبة للعالم ايفار كارل أوجي، الذي كان أول من وصف التفاعل في عام 1959. الصيغة الكيميائية للتفاعل هي:
تفاعل أوجي هو تفاعل طارد للحرارة وعادة ما يكتمل في غضون دقائق من إضافة الإيزوسيانيد. التركيزات العالية (0.5 M 2.0 M) من المواد المتفاعلة تعطي ناتج أعلى. المذيبات القطبية مثل ثنائي ميثيل فورماميد، تعمل بشكل جيد. ومع ذلك، الميثانول والإيثانول أيضا تم استخدامهما بنجاح. هذا التفاعل الغير محفز لديه ميل عال نحو كونه ذرة اقتصادية حيث لا يتم فقد سوى جزئ ماء لذا النتاج الكيميائي عامة مرتفع. وقد أظهرت الأبحاث الأخيرة أن تفاعل أوجي يمكن تسريعه بواسطة الماء.
العديد من الآراء تم نشرها بخصوص هذا الموضوع.

## آلية التفاعل
في تفاعل أوجي، التفاعل الأولي هو تشكيل الإيمين (1) من الأمين والكيتون. التفاعل اللاحق من تفاعل الإيمين مع الإيزوسيانيد والحمض الكربوكسيلي يعطي المتوسط 2 الذي يعاد ترتيبه عبر عملية نقل الأسيل إلى الأميد المكرر 3. الآلية الدقيقة للتفاعل ثلاثي الجزيائت لتكوين المتوسط 2 غير معروفة تماما.
التفاعل أيضا يمكن اتمامه بواسطة إمين مجهز سابقا. هذه النتائج تساهم في زيادة النتاج الكيميائي.
واحد من ا آليات التفاعل المعقولة مبين أدناه:
أمين 1 وكيتون 2 يشكلان الإمين 3 مع فقدان معادل واحد من الماء. تبادل البروتون مع الحمض الكربوكسيلي 4 ينشط الأيون الإميني 5 إلى نوع محب للنواة من الإيزوسيانيد 6 مع ذرة الكربون الأخيرة إلى أيون نيتريليوم 7. إضافة أخرى محبة للنواة تحدث في هذا المتوسط مع أنيون الحمض الكربوكسيلي إلى 8. الخطوة النهائية هي إعادة الترتيب مع نقل مجموع الأسيل R4 من الأكسجين إلى النيتروجين. علما أنه في تفاعل باسيريني المماثل (يفتقر إلى الأمين) يتفاعل الإيزوسيانيد مباشرة مع مجموعة الكربونيل ولكن الجوانب الأخرى من التفاعل هي نفسها. كل خطوات التفاعل منعكسة باستثناء إعادة الترتيب، الذي يقود تسلسل كل التفاعل.

## الاختلافات

### خلط مكونات التفاعل
استخدام مكونات تفاعل ثنائية الوظيفة يزيد بشكل كبير من تنوع النواتج المحتملة من التفاعل. وبالمثل عدة خلطات من الممكن أن تؤدي إلى نواتج مثيرة للاهتمام هيكليا. تفاعل أوجي تم تطبيقه بالخلط مع تفاعل ديلز-ألدر  في تفاعل موسع متعدد الخطوات.
التفاعل في حد ذاته هو تفاعل أوجي سمايلز مع مكونات الأحماض الكربوكسيلية والتي يحل محلها الفينول. في هذا التفاعل إعادة الترتيب في الخطوة الأخيرة يحل محلها إعادة ترتيب سمايلز.
| Ugi–Diels–Alder reaction | Ugi–Smiles reaction |
| تفاعل أوجي-ديلز-أدلر     | تفاعل أوجي سمايلز   |

خلط آخر (مع مجموعة منفصلة من متوسطات أوجي) هو واحد مع تفاعل بوخفالد–هارتفيغ. في تفاعل أوجي-هيك يحدث اقتران هيك أريل-أريل في الخطوة الثانية 
| Ugi Buchwald–Hartwig reaction | Ugi≠Heck reaction |
| تفاعل أوجي-بوخفالد-هارتفيغ    | تفاعل أوجي-هيك    |

#### خلط الأمين والحمض الكربوكسيلي
عدة مجموعات بها أحماض أمينية β مستخدمة في تفاعل أوجي لإعداد β-لاكتام.
يعتمد هذا النهج على نقل الأسيل في إعادة الترتيب لتشكيل الحلقة رباعية الأعضاء. التفاعل يتم في نتاج تفاعل متوسط في درجة حرارة الغرفة في الميثانول مع الفورمالديهايد أو مجموعة متنوعة من ألدهيدات الأريل. على سبيل المثال، ب-نيتروبينزألدهيد يتفاعل ليشكل بيتا-لاكتام في نتاج تفاعل 71% وبنسبة 4:1 كمقابل غير ضوئي:

#### خلط مركب الكاربونيل مع الحمض الكبروكسيلي
تشانغ أل. قام بخلط الألدهيدات مع الأحماض الكربوكسيلية واستخدم تفاعل أوجي ليكون لاكتام من مختلف الأحجام. من بعد تشانغ. تم اعداد جاما-لاكتام من أحماض كيت بدعم قوي.

## تطبيقات

### المكتبات الكيميائية
تفاعل أوجي هو واحد من أول التفاعلات التي تستغل اتاحة تطوير المكتبات الكيميائية. هذه المكتبات الكيميائية هي مجموعة من المركبات التي يمكن اختبارها مرارا وتكرارا. باستخدام مبادئ الكيمياء التوافقية، يوفر تفاعل أوجي الإمكانية لتجميع عدد كبير من المركبات المختلفة في تفاعل واحد، عن طريق تفاعل كيتونات مختلفة (أو الألدهيدات)، الأمينات، الإيزوسيانيد والأحماض الكربوكسيلية. هذه المكتبات يمكن بعد ذلك اختبارها مع الإنزيمات أو الكائنات الحية للعثور على مواد دوائية جديدة فعالة. عيب واحد هو عدم وجود تنوع في المنتجات الكيميائية. استخدام تفاعل أوجي بالخلط مع غيره من التفاعلات يزيد التنوع الكيميائي للمنتجات الممكنة.
أمثلة لخلط تفاعل أوجي:
- إيزوكينولين من تفاعلات أوجي وهيك.[22]

### الصناعات الدوائية
يمكن تحضير الكريفيكسان باستخدام تفاعل أوجي.
بالإضافة إلى ذلك، فإن العديد من مسكنات كين يتم تصنيعها باستخدام هذا التفاعل. وتشمل الأمثلة على الليدوكائين وبوبيفيكايين.

## روابط خارجية
- Ugi reaction - Synthetic protocols from organic-reaction.com